# Szent Mihály-templom (Tar)

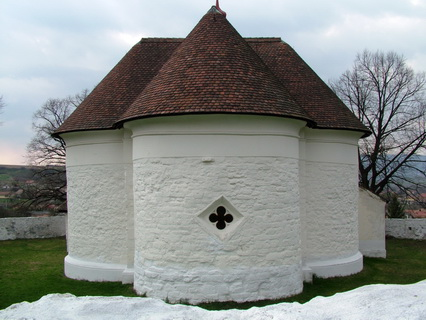

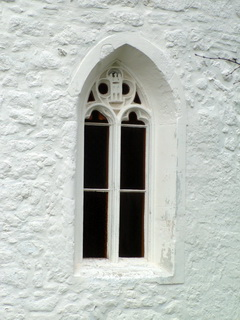

A Mátra nyugati szélén, a Zagyva völgyében fekvő Tar község délkeleti oldalán emelkedő dombvonulat peremén áll az erődfallal körülvett, egyhajós, középkori eredetű, Szent Mihálynak szentelt katolikus templom.
A templom és kerítésfala is műemlék.
Temető veszi körül, a templom kertjében néhány 19. századi sírkő is látható.
A templommal szemközti dombon állnak Tari Lőrinc középkori eredetű udvarházának romjai.

## A templom építészete
A védelmi célból épített kerítőfal lőrésekkel ellátott, hátsó kétharmada 1500 körül keletkezhetett.
Kapuján átlépve a nyugati homlokzat elé kissé kiugró barokk, hagymakupolás torony magasodik fölénk.
Timpanonos, két-két toszkán jellegű oszlop által tartott előrészen át vezet a tornyon keresztül az út a templomba, ez az előcsarnok volt a legutolsó hozzátoldás a templomhoz, melynek megépítése 1845-ben történt. A hajó déli falához is csatlakozik egy négyzetes előcsarnok, ott a másik bejárat. Két kőkeretes nyílása van, egyik gótikus (a Tari család címerével), a másik reneszánsz stílusú, a többi barokk. 
A templom északi falához csatlakozik a sekrestye, melynek nyugati falán a bejárat, az északin ablak található. A téglalap alakú kapu szalagkeretes, egyszárnyú, téglalap alakú felülvilágítóval.
Az új sekrestye 1804-ben épült, az ajtó felett található 1845-ös évszám feltehetően a renoválás időpontja.
A következő helyreállítás Sedlmayr János építész vezetésével  1979 és 1982 között  történt.
A hajó csehsüveg boltozatos, félkupolával fedettek a szentélykaréjok. Gótikus falfülkék is vannak és ülőfülke. A hajó északi és déli falán falképek láthatók (1370 körül készültek), a szentélykaréjok képei a 15. század első negyedéből valók.
A Szent Mihályt ábrázoló főoltárkép a szentély falára van helyezve, e képet 1900-ban Tury György festette.
A mellékoltár a 17. században, a szószék a 18. században, a torony előtti portikusz a 19. század közepén,  a berendezés a 19-20. században készült.  Az orgonát Komornyik Nándor  1867-ben készítette.

## A templom rövid története
Az épület különlegessége, az európai viszonylatban is ritka háromkaréjos, kváderköves szentély, mely a 13. század közepén épült. A 14. század végén bővítették, nyugati végén kéthajós térrel. Tari Lőrinc, a birtokos 1411-26 között megnagyobbíttatta (ekkor kapott a templomhajó kőbordás hálóboltozatot). A török időkben megrongálódott, tető nélkül omladozó templomot a 17. században kezdték helyreállítani, majd a 18. század végén teljesen átépítették (barokk ablakok kerültek a gótikus ablakok helyére, ekkor készítették a padokat és a szószéket, ekkor emelték a tornyot is). 1978-1984 között történt a régészeti kutatás és a műemléki helyreállítás. A déli előtérben építéstörténeti kiállítást és kőtárat rendeztek be. Visszaállították a gótikus ablakokat, és a megnyitották a déli kaput, s bemutatásra kerültek a középkori freskók.

## Képgaléria

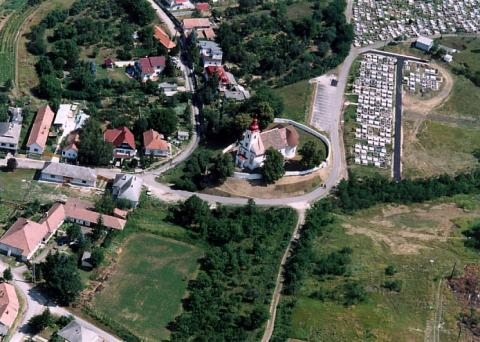
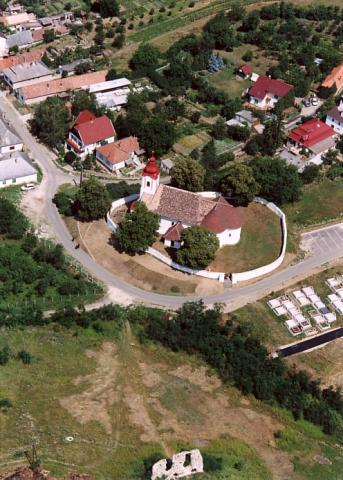
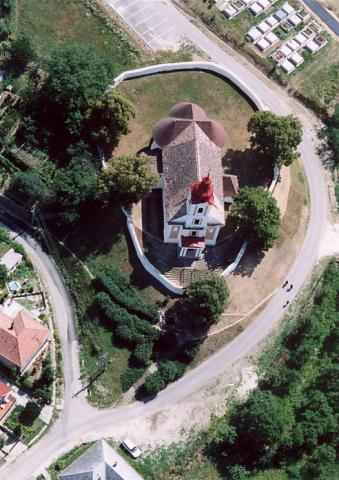
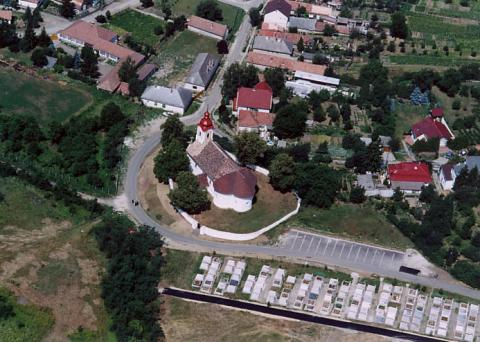
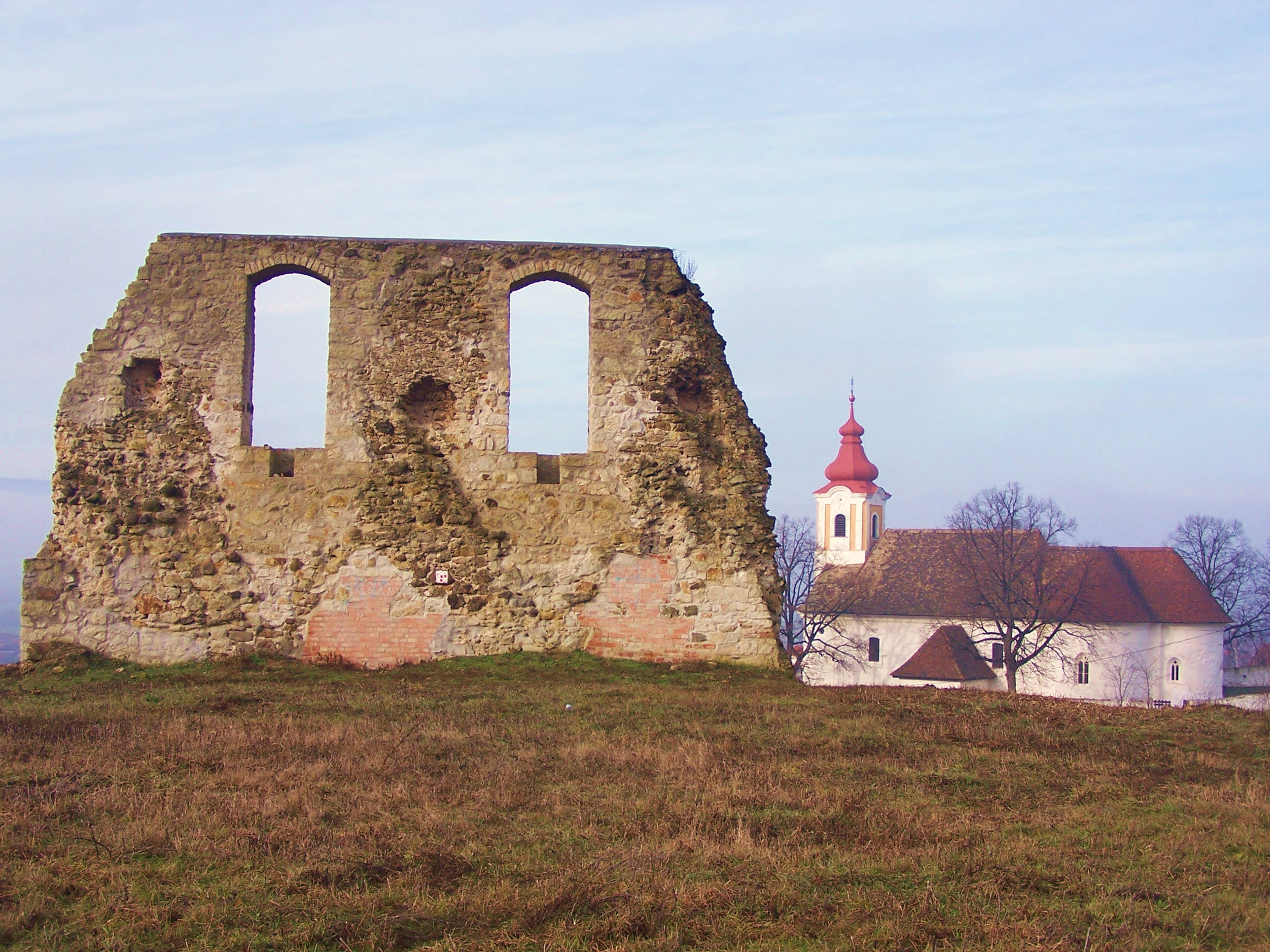
A templom és Tar Lőrinc udvarházának romjai.

## Külső hivatkozások
- A templom a Műemlékem.hu-n